# William Herald
William Sharp Hannah „Billy” Herald (ur. 28 kwietnia 1900 w Glebe, zm. 13 lutego 1976 w Sydney) – australijski pływak specjalizujący się w stylu dowolnym, medalista igrzysk olimpijskich.
Herald reprezentował Australię na VII Letnich Igrzyskach Olimpijskich w Antwerpii w 1920 roku. Startował tam w dwóch konkurencjach. W pływaniu na 100 metrów stylem dowolnym dotarł do finału, gdzie zajął piąte miejsce. Po dyskwalifikacji Normana Rossa finał został rozegrany ponownie. W tym wyścigu Herald z czasem 1:03,8 zajął czwarte miejsce. W sztafecie 4 × 200 m stylem dowolnym Herald, zarówno w półfinale jak i w finale, płynął na drugiej zmianie. Czasem 10:25,4 ekipa australijska wywalczyła wicemistrzostwo olimpijskie.
Herald reprezentował barwy klubu Manly Swimming Club.